# Erwin Koeman
Erwin Koeman (wym. [ˈɛrʋɪn ˈkumɑn]; ur. 20 września 1961 w Zaanstad) – holenderski trener piłkarski i piłkarz, grający na pozycji pomocnika. Jego młodszy brat Ronald Koeman również był reprezentantem Holandii.
Koeman zaczynał karierę, podobnie jak młodszy brat Ronald w rodzinnym Groningen w zespole tamtejszego FC. Po rozegraniu 6 ligowych meczów w sezonie 1978–1979 trafił do o jednej z czołowych drużyn Eredivisie, PSV Eindhoven. W PSV Eindhoven grał przez 3 sezony po czym w 1982 roku powrócił do FC Groningen. W 1985 roku był już zawodnikiem belgijskiego KV Mechelen, z którym zdobył Puchar Zdobywców Pucharów w 1988 r. i tytuł mistrza Belgii w 1989 roku. Dobra gra w tym zespole spowodowała, że wrócił w 1990 roku do PSV Eindhoven. Tam zdobył 2 razy mistrzostwo Holandii w latach 1991 i 1992. Ostatni przystanek w jego karierze to po raz trzeci FC Groningen, w którym grał w latach 1994–1998.
Koeman grał także w reprezentacji Holandii, w której zadebiutował 27 kwietnia 1983 roku w przegranym przez Holandię 0:3 meczu z reprezentacją Szwecji. Ogółem w reprezentacji Holandii rozegrał 31 meczów strzelając przy tym 2 bramki. Zdobył Mistrzostwo Europy w 1988 oraz grał na Mundialu we Włoszech w 1990. Ostatni występ w reprezentacji przypadł na rok 1994 w zremisowanym 2-2 meczu z Tunezją.
Po zakończeniu piłkarskiej kariery Koeman, został trenerem juniorów w PSV Eindhoven, a w 2001 roku został asystentem trenera Erika Geretsa. Potem w 2004 roku został już samodzielnie trenerem drużyny RKC Waalwijk. Od lata 2005 roku do 3 maja 2007 był trenerem Feyenoordu, a w latach 2008–2010 był selekcjonerem kadry narodowej Węgier. W lipcu 2011 roku został trenerem FC Utrecht.

## Kariera
| Sezon   | Klub          | Rozgrywki     | Mecze | Bramki |
| ------- | ------------- | ------------- | ----- | ------ |
| 1978/79 | FC Groningen  | Eerstedivisie | 6     | 0      |
| 1979/80 | PSV Eindhoven | Eredivisie    | 8     | 1      |
| 1980/81 | PSV Eindhoven | Eredivisie    | 17    | 4      |
| 1981/82 | PSV Eindhoven | Eredivisie    | 18    | 3      |
| 1982/83 | FC Groningen  | Eredivisie    | 33    | 15     |
| 1983/84 | FC Groningen  | Eredivisie    | 28    | 11     |
| 1984/85 | FC Groningen  | Eredivisie    | 28    | 13     |
| 1985/86 | KV Mechelen   | Eerste Klasse | 20    | 2      |
| 1986/87 | KV Mechelen   | Eerste Klasse | 28    | 5      |
| 1987/88 | KV Mechelen   | Eerste Klasse | 24    | 5      |
| 1988/89 | KV Mechelen   | Eerste Klasse | 28    | 7      |
| 1989/90 | KV Mechelen   | Eerste Klasse | 16    | 3      |
| 1990/91 | PSV Eindhoven | Eredivisie    | 27    | 3      |
| 1991/92 | PSV Eindhoven | Eredivisie    | 29    | 3      |
| 1992/93 | PSV Eindhoven | Eredivisie    | 19    | 4      |
| 1993/94 | PSV Eindhoven | Eredivisie    | 28    | 3      |
| 1994/95 | FC Groningen  | Eredivisie    | 27    | 6      |
| 1995/96 | FC Groningen  | Eredivisie    | 28    | 2      |
| 1996/97 | FC Groningen  | Eredivisie    | 29    | 0      |
| 1997/98 | FC Groningen  | Eredivisie    | 31    | 2      |